# Островский, Юлиуш Кароль
Юлиуш Кароль Островский (пол. Juliusz Karol Ignacy Stanisław Kostka Ostrowski ) (16 января 1854 г., Варшава, Царство Польское — 12 марта 1917 г., Глион, Швейцария) — польский историк, геральдист, юрист, католический деятель, коллекционер. Является автором известного польского гербовника «Księga herbowa rodów polskich».

## Биография
Происходил из знатного польского рода графов Островских герба Равич. Был сыном Станислава Островского, крупного землевладельца и Елены Островской (урожд. Скшиньской), внуком генерала Антония Островского и правнуком Томаша Островского. Получил образование в Западной Европе, изучал историю в Лёвене и право в Брюсселе.
В 1889 году, после смерти отца, получил в наследство крупные земельные угодья, став одним из крупнейших землевладельцев в Царстве Польском.
В 1891 году был признан в графском достоинстве, в 1893 году был пожалован в камер-юнкеры, а в 1905 — в камергеры (в указанном звании состоял при Варшавском генерал-губернаторстве). Был награждён Орденом Святого Станислава 3-й степени, медалью «В память 300-летия царствования дома Романовых».
В 1905 году Юлиуш Островский стал одним из инициаторов создания, а в 1907 году — президентом Польского Католического союза, поставившего себе задачей подъём экономического и нравственного уровня польских католиков-прихожан. К началу 1909 года союз насчитывал уже около 300 подразделений по всей Польше, повсеместно устраивал народные дома, библиотеки, кассы взаимопомощи, потребительские лавки, земледельческие кружки и т. п. По ряду причин после начала Первой мировой войны союз фактически прекратил своё существование.
Принадлежал к тайной международной католической организации «Sodalitas Piana», был папским камергером и кавалером мальтийского ордена.
Юлиуш Островский основал приют для сирот в Томашуве-Мазовецком, вложил значительные средства в расширение местной приходской церкви, в оборудование городской больницы и создание торговой школы.
В течение длительного времени занимался историческими и геральдическими изысканиями, объектом его исследований была история дворянских родов Польши, а также прилегающих территорий — Силезии, Померании и Курляндии.
Является автором монументального труда «Księga herbowa rodów polskich» — гербовника польских дворянских родов, изданного в Варшаве в 1896—1914 годах и являющегося одним из основных польских геральдических сборников. Гербовник содержит информацию о 3664 гербах и состоит из двух частей, в первой из которых собраны изображения дворянских гербов, а во второй даны их описания с краткими ссылками на источники.
Коллекционировал произведения польских и зарубежных художников, финансово поддерживал творческую молодёжь, оказывал помощь в организации выставок и продаже картин и скульптур. В 1912 году организовал большую выставку отечественной и зарубежной живописи в Томашуве-Мазовецком. Во время Второй мировой войны бо́льшая часть коллекций Юлиуша Островского, хранящихся в Варшаве, Уязде и Томашуве-Мазовецком, была разграблена и вывезена в Германию.
Был женат на Марии (урожд. Тышкевич), имел сыновей Станислава и Яна, дочерей Людвику и Марию.
Умер 12 марта 1917 года в Глионе, Швейцария.